# …Of the Dark Light (альбом)
| Совокупная оценка | Совокупная оценка |
| Источник          | Оценка            |
| ----------------- | ----------------- |
| Metacritic        | 72/100            |
| Оценки критиков   |                   |
| Источник          | Оценка            |
| Pitchfork Media   | [ 2 ]             |
| Paste             | 6.7/10            |
| Sputnikmusic      | 4/10              |
| Metal Injection   | [ 5 ]             |

…Of the Dark Light — восьмой студийный альбом американской дэт-метал-группы Suffocation, выпущенный 9 июня 2017 года на лейбле Nuclear Blast. Это первый альбом с новыми гитаристом Чарли Эрриго и барабанщиком Эриком Моротти.

## Список композиций
| №  | Название                           | Длительность |
| -- | ---------------------------------- | ------------ |
| 1. | «Clarity Through Deprivation»      | 4:04         |
| 2. | «The Warmth Within the Dark»       | 3:39         |
| 3. | «Your Last Breaths»                | 4:36         |
| 4. | «Return to the Abyss»              | 3:56         |
| 5. | «The Violation»                    | 3:41         |
| 6. | «…Of the Dark Light»               | 3:41         |
| 7. | «Some Things Should Be Left Alone» | 3:23         |
| 8. | «Caught Between Two Worlds»        | 4:19         |
| 9. | «Epitaph of the Credulous»         | 3:58         |

## Участники
Suffocation
- Фрэнк Муллен — вокал
- Тэрренс Хоббс — гитара
- Чарли Эрриго — гитара
- Дерек Бойер — бас-гитара
- Эрик Моротти — ударные

Приглашённые музыканты
- Кевин Мюллер — бэк-вокал

Производство
- Джо Синкотта — продюсер, инженерия
- Крис «Zeuss» Харрис — микширование, мастеринг
- Колин Маркс — обложка, дизайн

## Чарты
| Чарт (2017)                   | Позиция |
| ----------------------------- | ------- |
| Бельгия/Фландрия (Ultratop)   | 167     |
| Германия (Offizielle Top 100) | 80      |